# Locomotiva FS 356
Le locomotive 356 erano "locomotive di guerra" italiane, costruite durante la seconda guerra mondiale dalle Ferrovie dello Stato utilizzando parti di recupero ricavate da ALn 556 Fiat, per essere utilizzate dalle forze armate italiane in Libia, per la necessità di provvedere a quei servizi, sempre crescenti, che venivano richiesti dai militari, ma a causa del precipitare degli eventi rimasero sul territorio nazionale.

## Storia
Le locomotive, che costituirono il gruppo 356, furono costruite in Italia, in quattro esemplari, dalle Officine Materiale Rotabile FS di Torino, utilizzando motori e carrelli di automotrici ALn 556 Fiat, secondo alcuni agli inizi del 1943, secondo altri nel 1942, per gli usi delle forze armate italiane in Libia ma, rimasero sul territorio nazionale a causa del precipitare degli eventi bellici e trovarono impiego nei servizi connessi alle operazioni belliche e dopo la fine della seconda guerra mondiale rimasero affidate alle Ferrovie dello Stato
. Secondo il Molino e il Pautasso svolsero servizio tra Bressana-Bottarone e Stradella con corse sino a Pavia trainando alcune carrozze viaggiatori; successivamente furono impiegate sulla Livorno-Collesalvetti ma data la poca efficienza del rotabile furono infine assegnate al deposito locomotive di Roma Smistamento per lo sporadico servizio merci della linea Gaeta-Formia.
Altre fonti riportano che alla fine della guerra si trovavano sparse per la penisola, la 356.001 a Palermo, la 356.003 ad Asti e la 356.004 a Foggia. La 001 venne spostata a Firenze nel 1951 e a Roma nel 1954. La 003 nel 1948 era a Torino, poi fino al 1960 a Foggia e Bari e infine accantonata a Roma. La 004 dopo la Puglia fu trasferita a Roma e distaccata a Formia per i servizi su Gaeta.
Le Ferrovie dello Stato presero in carico le quattro unità tra 1948 e 1950. La classificazione di origine fu quella di locomotive 356.001-4 ma le FS le considerarono sempre automotori anche se, data la potenza di 170 kW superiore al limite in uso, avrebbero dovuto essere considerate locomotive. Lo schema di coloritura fu quello normalmente adottato con la cassa isabella, il telaio e il tetto castano, con le traverse di testa colore rosso segnale. La 356.002 venne demolita nel 1949; all'inizio degli anni sessanta anche le altre risultavano accantonate al deposito locomotive di Roma San Lorenzo mentre la loro demolizione avvenne durante gli anni settanta.

## Caratteristiche
Le "356" erano locomotive diesel costruite con componenti di recupero provenienti da rotabili esistenti caratterizzate dall'allestimento molto spartano e piuttosto rabberciato; la cassa era costituita da un telaio rigido montato su due carrelli a due assi provenienti dallo smontaggio delle automotrici a nafta Fiat ALn 556 1347, 1348, 1354 e 1358 completi di motore Fiat 356C. Sul telaio era stata allestita una struttura molto rudimentale dotata di 2 cabine di guida alle estremità sui cui frontali spigolosi spiccava una imponente griglia per la ventilazione dei radiatori.

Locomotiva D.356.003 accantonata nel 1975 nel deposito di Roma San Lorenzo

Il lavoro di trasformazione fu affidato a Fiat.
I quattro mezzi facenti parte di questo gruppo non erano tutti uguali, ma di due tipi diversi: la 001 e la 002 avevano la cassa completamente metallica, mentre la 003 e la 004 avevano la cassa in metallo e legno, segno evidente della difficoltà di reperimento dei materiali occorrenti, durante la guerra, ed inoltre avevano solo due assi motori, essendo quelli estremi solo portanti.  La trasmissione del moto alle ruote avveniva per mezzo di un gruppo frizione a dischi multipli collegato al cambio meccanico di tipo Fiat a 4 marce e da questo con un albero di trasmissione con doppio giunto elastico scorrevole a guide scanalate che trasmetteva il moto ad un ponte riduttore con un rapporto di riduzione al ponte fu sostituito con uno più corto, atto ad ottenere una velocità massima di 50 km/h, quindi con una forza di trazione più elevata rispetto alle automotrici, in modo tale da ottenere una capacità di traino accettabile, anche se a scapito della velocità massima che scese a livelli decisamente limitati, ma che visto lo stato delle linee dell'epoca, questo non era un gran danno.
Dato che si trattava di rotabili di emergenza non brillavano particolarmente per le prestazioni, essendo mezzi non molto potenti, potendo contare solo su una potenza 230 CV, anche perché la massa aderente era circa la metà della massa totale. Poca era la funzionalità complessiva del rotabile che rese difficile la sua utilizzazione nell'esercizio ferroviario; l'aspetto particolarmente sgraziato le rese oggetto dei più disparati epiteti da parte dei ferrovieri.